# Koena (Kantchari)
Pour les articles homonymes, voir Koena.
Koena est une commune rurale située dans le département de Kantchari de la province dans la Tapoa de la région de l'Est au Burkina Faso.

## Santé et éducation
Le centre de soins le plus proche de Koena est le centre de santé et de promotion sociale (CSPS) de Kantchari.